# Martha Liebermann – Ein gestohlenes Leben
Martha Liebermann – Ein gestohlenes Leben ist ein deutscher Fernsehfilm von Stefan Bühling aus dem Jahr 2022. Das Historiendrama basiert auf Motiven des Romans Dem Paradies so fern von Sophia Mott und stellt die letzten Lebenswochen von Martha Liebermann (1857–1943) in den Mittelpunkt. Die jüdische Witwe des Malers Max Liebermann versucht mit Hilfe des Solf-Kreises ihrer Deportation durch die Nationalsozialisten zu entkommen. Die Hauptrolle übernahm Thekla Carola Wied. Bei der Uraufführung des Films im Juni 2022 beim Festival de Télévision de Monte-Carlo wurde das Werk zweifach preisgekrönt. Der auftraggebende Sender ARD strahlte ihn am 10. Oktober 2022 aus.

## Handlung
Berlin im Jahr 1943: Die 85-jährige Jüdin Martha Liebermann steht vor einer schweren Entscheidung. Soll die großbürgerliche Witwe des berühmten Malers Max Liebermann weiterhin auf eine Ausreisegenehmigung der Nazis hoffen? Oder soll sie mithilfe von Hanna Solf und deren von Frauen angeführte Widerstandsgruppe in die Schweiz fliehen? Der alten Dame ist bewusst, dass Ruhm und Reichtum früherer Zeiten sie nicht mehr lange vor der Deportation in ein Konzentrationslager bewahren werden. Schweren Herzens beschließt Martha, ihre geliebte Heimat auf illegalem Weg zu verlassen. Dadurch muss sie auch die Werke ihres verstorbenen Mannes zurücklassen.
Bei den Vorbereitungen auf die Flucht wird Hanna und ihren Freunden von dem Gestapo-Kommissar Teubner eine Falle gestellt. Diese bringt auch Marthas Haushälterin Luise in ernste Gefahr. Um Luise und die anderen Helfer zu retten, trifft Martha eine mutige Entscheidung. Sie näht sich den Judenstern auf ihren Mantel und verlässt nach langer Zeit ihre Wohnung. Sie plant die Dinge zu ordnen, entscheidet sich dann aber anders. Martha nimmt eine Überdosis Schlafmittel ein und stirbt einige Tage später im Jüdischen Krankenhaus Berlin, ohne das Bewusstsein wiederlangt zu haben. Bis zu ihrem Tod wird sie von Luise begleitet.

## Entstehungsgeschichte

### Literarische Vorlage
Der Film basiert frei auf Motiven des 2019 veröffentlichten Romans Dem Paradies so fern von Sophia Mott. Es handelte sich um das zweite Werk der deutschen Autorin nach dem Roman Der Fall Doria (2002) über die Ehe von Elvira und Giacomo Puccini. Nach dem Tod ihres Ehemanns im Jahr 1935 war Martha Liebermann immer stärker unter den Druck der Nationalsozialisten geraten und wurde von diesen verfolgt. Sie beging Anfang März 1943 kurz vor der geplanten Deportation in das KZ Theresienstadt Suizid. In ihrem Buch berichtet Mott von den letzten zwei Lebensjahren Martha Liebermanns. Neben einem Blick auf die Retter erzählt sie in Rückblenden auch vom Zusammenleben des Ehepaars Liebermann. Die Autorin habe sich Jahre vor der Buchpublikation für das Schicksal Martha Liebermanns zu interessieren begonnen. In der Folge habe Mott umfangreiche und detaillierte Recherchen angestellt, die sie nach Berlin, in die Schweiz und nach Schweden geführt hätten. In einem persönlich gehaltenen Epilog im Buch versicherte sie, dass „außer ein paar Nebenfiguren [...] niemand erfunden“ sei.

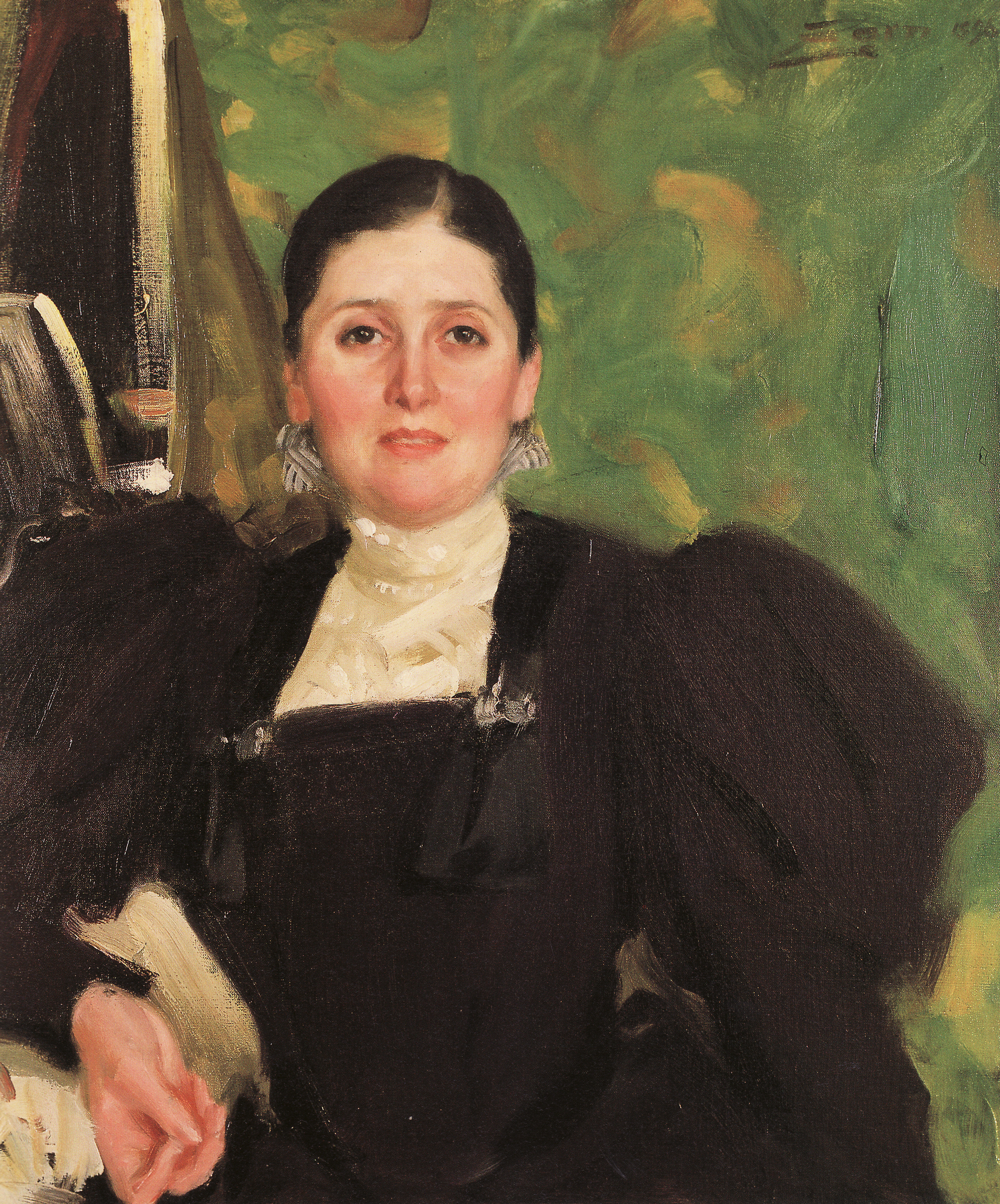
Anders Zorn: Porträt Martha Liebermann (1896)

Dem Paradies so fern wurde bei seiner Veröffentlichung kaum rezensiert. In der ersten Auflage sind Illustrationen der Porträts von Martha und Max Liebermann von Anders Zorn aus dem Besitz der Dargestellten zu sehen, mit deren heimlichen Verkauf Freunde des Solf-Kreises noch zuletzt vergeblich versucht hatten, die Reichsfluchtsteuer über 50.000 Schweizer Franken für ihre Ausreise zusammenzubekommen. Beide Kunstwerke schmuggelte der Helfer Edgar von Uexküll im November 1942 nach Schweden. Später schenkte Käthe Riezler (1885–1952), das einzige Kind von Martha und Max Liebermann, von Uexküll die Bilder zum Dank für seine Bemühungen. Heute befinden sie sich im Zornmuseet in Mora. Laut Andreas Conrad (Der Tagesspiegel) sei Mott mit ihrem Roman „ein durchaus berührendes, trotz des bekannten tragischen Endes auch spannendes Buch über Martha Liebermann gelungen“. Als „geschickt“ eingesetzt beurteilte er die im Werk verwobenen Rückblenden und verwies darauf, dass Max Liebermann und einige Nebenfiguren „hemmungslos berlinern“ würden. Dennoch bemerkte Conrad einige künstlerische Freiheiten und befand fälschlicherweise, dass es sich bei dem Verwandten Walther Rathenau nicht wie im Buch beschrieben um den Neffen Max Liebermanns handele. Max Liebermann war aber tatsächlich der Cousin des Vaters von Walther Rathenau. Umgangssprachlich war Walther Rathenau also ein Großcousin und wurde von Max Liebermann als Cousin bezeichnet. Tatsächlich ist der Politiker aber ein Neffe zweiten Grades gewesen. Aus dem historischen Verräter der Solf-Gruppe, dem Arzt Paul Reckzeh, wird in der Fiktion ein schwuler Galerist, der seinen jüdischen Freund retten möchte. Ein ebenso fragwürdiges, wie traditionsreiches Klischee.

### Filmproduktion
Bei dem Fernsehfilm (Arbeitstitel: Martha bzw. Wer ist Martha) handelt es sich um eine Koproduktion von Ziegler Film und MIA Film im Auftrag der ARD Degeto für die ARD. Die Regie übernahm Stefan Bühling, während Marco Rossi für das Drehbuch verantwortlich zeichnete. Für die Titelrolle wurde Thekla Carola Wied verpflichtet. Sie hatte bereits zuvor mit Produzentin Regina Ziegler an der Fernsehreihe Familie Bundschuh zusammengearbeitet und eigenen Angaben zufolge das Projekt initiiert, nachdem sie Motts Buch gelesen hatte:

„Ja, die Idee kam von mir, weil ich das Buch gelesen hatte. Da habe ich gedacht: Das muss verfilmt werden - und zwar mit mir. Für mich war klar, dass Regina Ziegler diesen Stoff produzieren müsste. Ich bin mit der Idee zu ihr gegangen und sie hat diese Herausforderung als Produzentin angenommen. Das ist eine richtig gute, historisch wahre und auch tragische Geschichte, aus der die Menschen etwas lernen können. Der Zuschauer nimmt etwas mit. Solche Zeiten dürfen sich nicht wiederholen. Und gerade an solchen menschlichen Schicksalen kann man das zeigen. Wir leben in einer Zeit, in der es überall wieder losgehen kann.“

In weiteren Rollen sind Lana Cooper als Haushälterin Luise, Franz Hartwig als Gestapo-Kommissar Teubner, Rüdiger Vogler als Max Liebermann, Johanna Polley als Lagi von Ballestrem, Wanja Mues als Kunsthändler Carl Solbach, Fritzi Haberlandt als Hanna Solf sowie Katinka Auberger als Käthe Riezler zu sehen. Die Figuren von Cooper und Mues sind fiktiv.
Die Dreharbeiten fanden von Ende September bis Anfang November 2021 in Berlin (u. a. an der Liebermann-Villa), Prag und Umgebung statt. Für die Kameraführung wurde Jan Prahl verpflichtet.
Kurz vor der Fernsehausstrahlung gab Hauptdarstellerin Wied an, sich als Schauspielerin zurückziehen zu wollen. Die Rolle der Martha Liebermann sei „ein besonderer Moment“ gewesen. „Ein Stück weit die Krönung für meine Schauspielkarriere, das Tüpfelchen auf dem i“, so Wied.

## Veröffentlichung und Rezeption
Martha Liebermann – Ein gestohlenes Leben wurde als einziger deutscher Beitrag in den Wettbewerb des 61. Festival de Télévision de Monte-Carlo eingeladen. Dort konkurrierte die Produktion in der Kategorie Fiction mit Fernsehfilmen und -serien aus den Färöern, Italien, Norwegen, Ungarn, Spanien, den USA und dem Vereinigten Königreich. Die Festivalpremiere in Monaco erfolgte am 20. Juni 2022.
Am 6. Oktober 2022 wurde der Film in die ARD Mediathek aufgenommen. Eine reguläre Fernsehausstrahlung in der ARD zur Hauptsendezeit fand vier Tage später, am 10. Oktober, statt. Wiederholt lobten deutschsprachige Kritiker die Leistung von Thekla Carola Wied in der Titelrolle.
Ute Wessels (Jüdische Allgemeine) lobte den Film vor der Fernsehausstrahlung für seine „eindringlichen“ Bilder „und fast kammerspielartigen Szenen“.
Laut Egbert Tholl (sueddeutsche.de) inszenierte Regisseur Stefan Bühling „ein hochkonzentriertes Kammerspiel und einen detailliert gezeichneten Thriller voller historischer Wahrheit gleichermaßen“. Er pries die Leistung von Hauptdarstellerin Wied als „großartig“. Sie spiele die Titelfigur mit „Haltung und Würde, ohne viel Aufwand, aber mit allergrößter Überzeugung“, ohne dass der Zuschauer sich an die heiteren Fernsehserien erinnere, mit denen sie bekannt wurde. Ebenso lobte Tholl die Leistung von Lana Cooper in der Rolle der Luise als „großartig und anrührend gespielt“.
Ursula Scheer (Frankfurter Allgemeine Zeitung) verwies darauf, dass „die gute Absicht allein […] noch keinen guten Film“ ausmache. Wied interpretiere Martha Liebermann „mit reduziertem Mienenspiel als stoische, strenge, zutiefst erschöpfte Dame, deren Witz und Wärme nur […] selten“ aufscheine. Daneben lobte Scheer Nebendarstellerin Fritzi Haberlandt, deren im Film verwendete Perücke aber grotesk wirke. Die „spannendsten Momente“ würden sich durch die Überführung der zwei Liebermann-Gemälde nach Schweden ergeben, um Geld für die Ausreise Marthas zu beschaffen. Scheer kritisierte, dass Bühlings Regiearbeit „in seiner Konventionalität doch oft wie ein Biopic“ daherkomme. Die „einzig kühn verfremdende Schnittfolge“ im Film markiere die Machtübernahme Hitlers aus dem Blickwinkel Marthas. Die Produktion gewinne in „Momenten der Zurückgenommenheit […] an Substanz“, wenn Wieds Stimme am Ende des Films in den Briefen der Titelheldin Verwendung fände. Scheer kritisierte die Offenlegung der Figuren von Luise und vom Kunsthändler Solbach als fiktiv im Abspann. Dramaturgisch sei dies nachvollziehbar, es tue aber der historischen Glaubwürdigkeit nicht gut.
Thomas Gehringer (Der Tagesspiegel) urteilte, dass die Darstellung der Entrechtung und Ausplünderung der jüdischen Bevölkerung in Nazi-Deutschland am Beispiel von Martha Liebermann den Film „wertvoll“ mache. Die Schauspielleistung von Wied pries er als eindrucksvoll und lobte auch die Darsteller Franz Hartwig und Lana Cooper sowie die Kameraarbeit von Jan Prahl. Wieds Figur sei „eine starke Frau, die sich ihren Stolz“ bewahre, „die bisweilen auch eigensinnig und schroff“ wirke, „aber auch auf Standesgrenzen“ pfeife „und über Empathie und Menschlichkeit“ verfüge. Dennoch kritisierte er Marthas manchmal „idealisierende Überhöhung“ auch als „etwas fragwürdig“. Dies sei dem Verhältnis zur Haushälterin Luise geschuldet, die Martha zu schützen versuche und zum „spannenden – und emotionalen – Höhepunkt des Films“ avanciere. Hartwigs Darstellung des Gestapo-Offiziers Teubner sei eiskalt. Coopers Einführung als Luise in dem Film sei gewöhnungsbedürftig, die Schauspielerin vermeide aber „das Klischee der Berliner Schnoddrigkeit“. Gehringer kritisierte die melodramatische Begleitmusik, von der er sich mehr Zurückhaltung gewünscht hätte.

## Auszeichnungen
Im Rahmen des Festival de Télévision de Monte-Carlo erhielt Martha Liebermann – Ein gestohlenes Leben die Goldene Nymphe als bester Fernsehfilm, während Thekla Carola Wied als beste Darstellerin ausgezeichnet wurde. Wied bezeichnete die Auszeichnung später als schönsten Preis ihrer Karriere.
Beim Venice TV Award wurde der Film 2023 in der Kategorie Best TV Film nominiert.